# Autoportrait à la frontière du Mexique et des États-Unis
Autoportrait à la frontière du Mexique et des États-Unis (en espagnol, Autorretrato en la frontera entre México y Estados Unidos) est une peinture à l'huile sur métal réalisée en 1932 par Frida Kahlo. L'œuvre mesure 31 × 35 cm et appartient à la collection Manuel Reyero à New York, aux États-Unis.

## Contexte
En novembre 1930, le couple Frida Kahlo-Diego Rivera emménage à San Francisco car Rivera a été chargé de réaliser des peintures murales dans plusieurs bâtiments de la ville californienne. Les persécutions des sympathisants de gauche au Mexique sous le gouvernement de Plutarco Elías Calles ont pu aussi influencer leur décision d'émigrer. Les époux font par la suite un séjour dans la ville industrielle de Detroit, berceau de l'automobile américaine. 

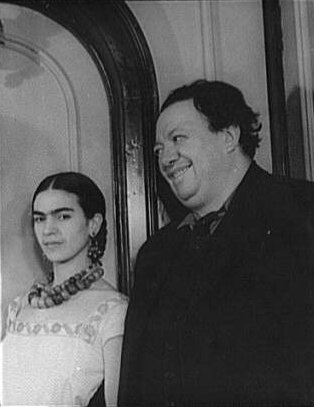
Frida Kahlo et Diego Rivera en 1932.

Après deux ans passés aux États-Unis, Frida Kahlo commence à se lasser. Elle subit plusieurs fausses couches et ne se sent pas heureuse.  Alors que son mari, lui, reste fasciné par ce pays et ne veut pas le quitter, la peintre éprouve des idées ambivalentes sur son pays d'accueil : d'un côté, elle est fascinée, comme son mari Diego Rivera, par la modernité et les progrès industriels en Amérique du Nord ; en même temps, Frida Kahlo a le mal du pays et déteste certains Américains qu'elle rencontre. Elle exprime son point de vue sur le pays des « gringos » dans Autoportrait à la frontière entre le Mexique et les États-Unis et dans Ma robe est suspendue là-bas. Malgré son admiration pour le progrès industriel des États-Unis, la nationaliste mexicaine se sent mal à l’aise de l'autre côté du Río Bravo. Entre-temps, la mère de Frida meurt le 15 septembre 1932. En décembre 1933, Diego Rivera accepte de rentrer au Mexique.
Dans les années 1930,  le Mexique devient un pays socialiste comme l'URSS, ce qui déplait fortement au gouvernement des États-Unis. La présidence autoritaire de Lázaro Cárdenas de 1934 à 1940 met en place des nationalisations ainsi qu'un plan sexennal imité de l'Union soviétique. En 1938, le président nationalise la production de pétrole en créant Pemex au détriment des compagnies pétrolières américaines. Les États-Unis pratiquent alors un embargo mais se firent finalement livrer du pétrole pendant la Seconde Guerre mondiale. 
À la fin du XIXe siècle, le président libéral mexicain Porfirio Díaz s’est lancé dans un programme de modernisation économique qui a déclenché une émigration mexicaine vers les États-Unis. Un réseau ferroviaire a été construit qui reliait le centre du Mexique à la frontière américaine et ouvrait également des régions auparavant isolées. La première période principale de migration vers les États-Unis s’est produite entre les années 1910 et 1920, appelée la Grande Migration (environ 1,3 million de Mexicains). La révolution mexicaine créa des troubles et des violences au Mexique, amenant les civils à rechercher la stabilité économique et politique aux États-Unis. Pendant la grande dépression des années 1930, de nombreux Mexicains et Américains d’origine mexicaine sont repartis au Mexique, rapatriés ou plus rarement expulsés par le gouvernement. La deuxième période de migration accrue est connue sous le nom d’ère Bracero de 1942 à 1964, en référence au programme Bracero mis en œuvre par les États-Unis, pour faire venir de la main-d’œuvre agricole.

## Description
Autoportrait à la frontière entre le Mexique et les États-Unis est une œuvre figurative réalisée à la peinture à l'huile. 
Frida Kahlo s'est représentée quasiment au centre du tableau, au premier plan : elle est identifiable à ses sourcils en«  forme d'ailes d'oiseau ». Elle se tient debout, sur un piédestal sur lequel est écrit son nom « Carmen Rivera ». Elle porte un collier, une robe rose et des gants blancs, une tenue élégante qu'elle portait dans les soirées organisées par les riches Américains. Sa main droite tient une cigarette et sa main gauche un drapeau mexicain. Frida Kahlo a la tête tournée vers son pays d'origine, le Mexique. 
La composition est symétrique et claire, de part et d'autre de la frontière américano-mexicaine. À gauche se trouvent des objets et des symboles issus de la culture mexicaine : le soleil et la lune, deux astres vénérés par les civilisations maya et aztèque. Une pyramide aztèque, sur laquelle étaient pratiqués des sacrifices humains en l'honneur des dieux, se dresse à côté de gravats. Des idoles de la fécondité sont posées au sol ainsi qu'une tête de mort, une référence à la fête de morts très populaire au Mexique. En bas du tableau sont représentées des plantes mexicaines dont on voit les racines. Une impression de désordre émane de cette partie gauche de l'œuvre. Les couleurs sont plutôt chaudes, pour refléter un pays chaleureux et joyeux. 

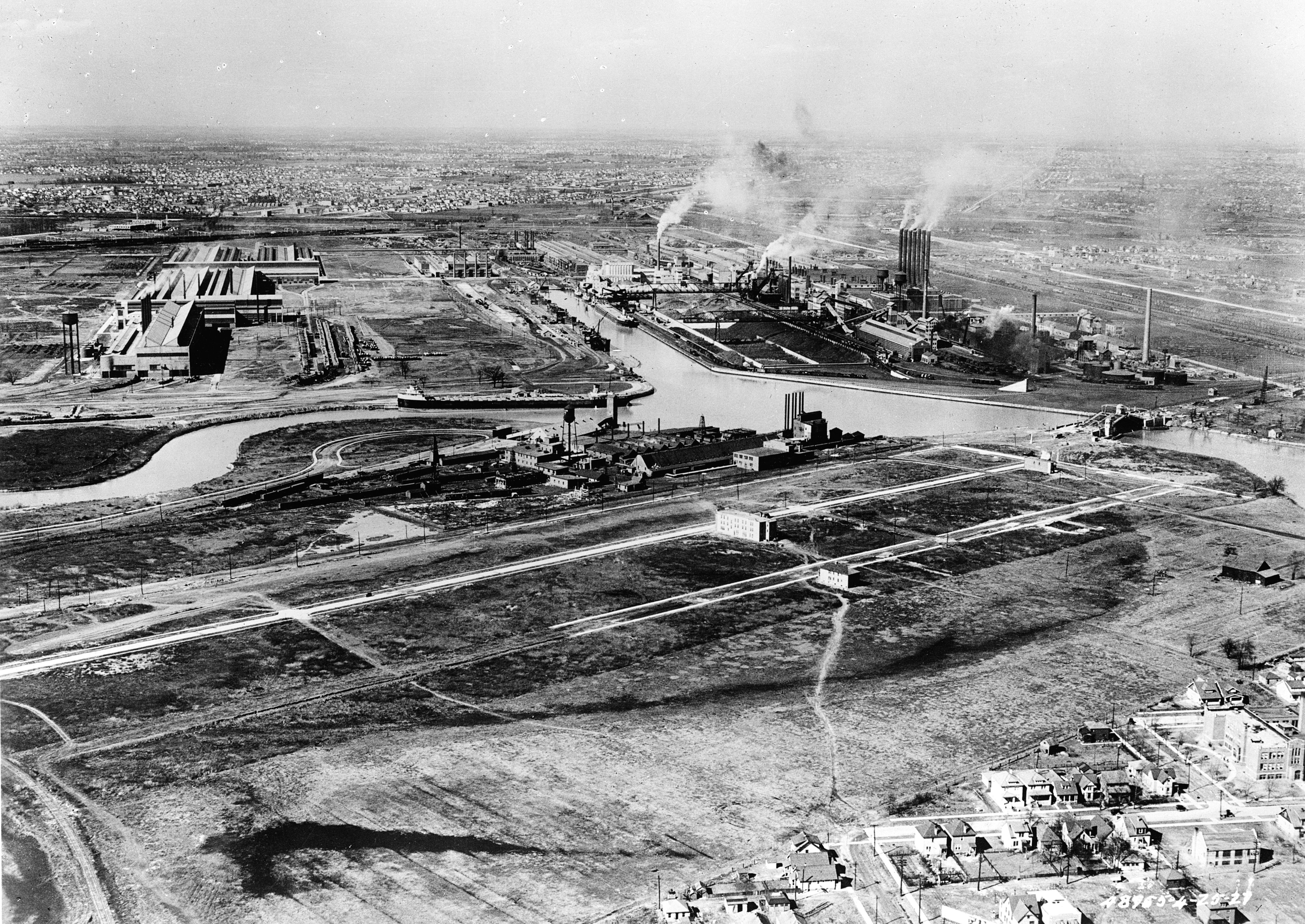
Vue aérienne des industries de Detroit dans les années 1920.

À droite figurent des objets et symboles des États-Unis, comme la bannière étoilée, les usines Ford et leurs fumées, les gratte-ciel et les machines avec de gros tuyaux. La cigarette répond aux fumées des usines. Plus bas, se trouvent différents objets en forme de cercle. Les éléments sont ordonnés avec des lignes verticales. Les couleurs froides dominent et reflètent un pays plus froid et déshumanisé.  
Le tableau est une critique des États-Unis : alors que les nuages mexicains sont naturels, la fumée américaine est polluante et d'origine industrielle. La pyramide précolombienne, ancienne, s'oppose aux gratte-ciels modernes américains. La flore (naturelle) s'oppose aux machines et aux objets fabriqués en usine. Peu d'éléments positifs sont représentés pour caractériser les États-Unis.

## Interprétation
Pour Frida Kahlo son séjour aux États-Unis marque une rupture dans sa vie : son pays, le Mexique, lui manque. Elle choisit de montrer que sa patrie a une histoire millénaire, une culture foisonnante, une flore originale, en utilisant des stéréotypes. Elle caricature les Etats-Unis comme un pays déshumanisé et froid, en présentant volontairement des clichés sur ce pays, comme les gratte-ciel, la modernité, la pollution, etc.
Ce tableau reflète les sentiments antiaméricains de certains Mexicains : Frida Kahlo avait peu d'amis américains qui, selon elle, ne pensent qu'à leur argent. La frontière entre le Mexique et les États-Unis est à la fois géographique, historique, culturelle et économique. 
Frida Kahlo semble seule, physiquement présente aux États-Unis mais son esprit et son cœur sont tournés vers le Mexique. Ce sentiment de solitude est présent dans de nombreux autoportraits de Frida Kahlo. 
Depuis l'après Seconde Guerre mondiale, de nombreux Mexicains ont migré aux États-Unis 10 ans après[Quoi ?] pour avoir une vie meilleure : ils constituent une importante minorité plus ou moins intégrée ; d'autres Mexicains sont repartis dans leur pays, contraints ou librement. 
La frontière américano-mexicaine a inspiré d'autres artistes : la Mexicaine Ana Teresa Fernándea a porté le projet  Borrando la frontera  (« Effaçant la frontière ») en 2016.